# Ross Kauffman

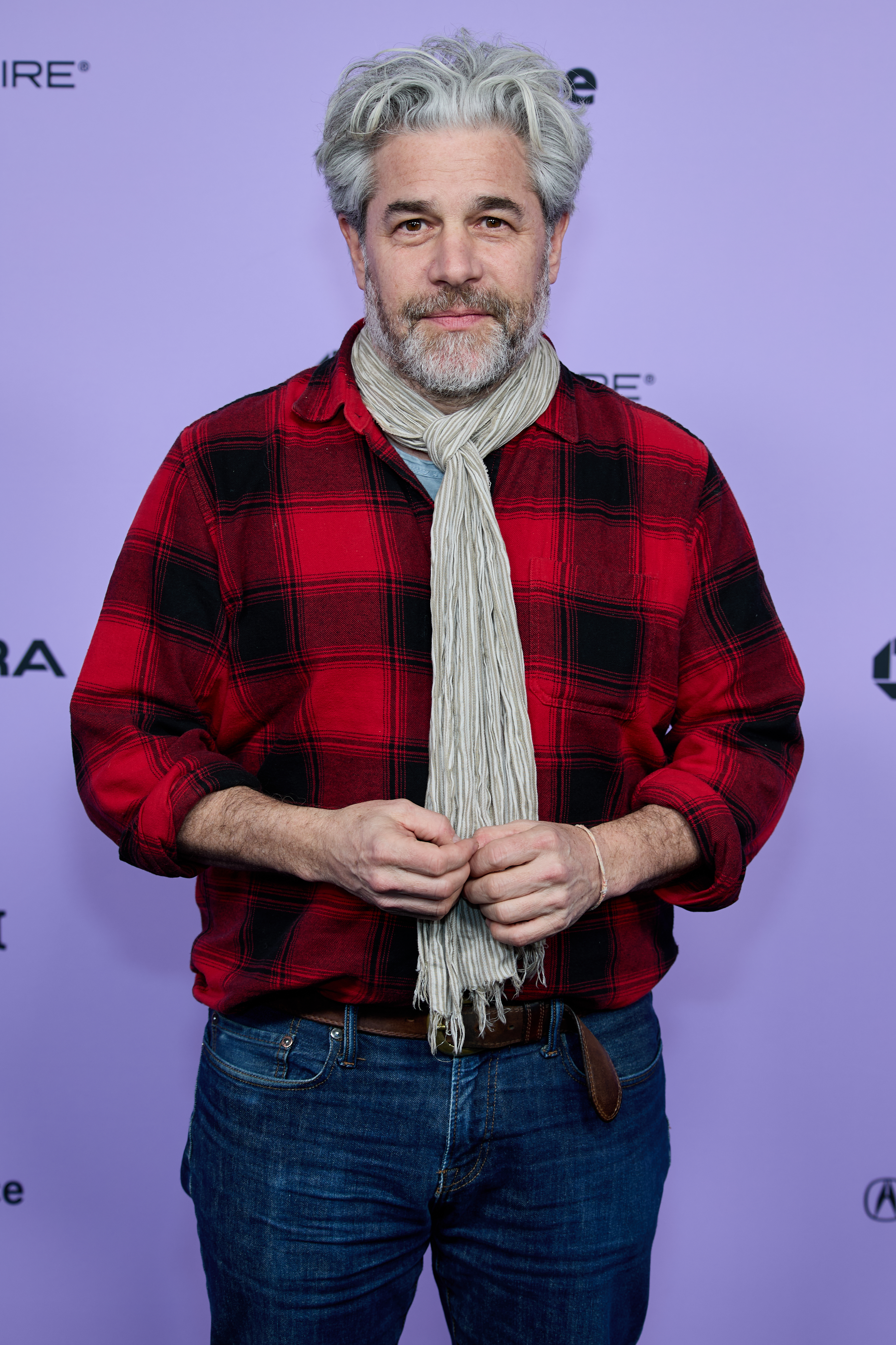
Ross Kauffman (2024)

Ross Kauffman (* 1967 oder 1968 in London) ist ein britischer Dokumentarfilmer. Für seinen Film Im Bordell geboren – Kinder im Rotlichtviertel von Kalkutta gewann er 2005 einen Oscar.

## Leben
Kauffman arbeitete von 1992 bis 2000 als Dokumentarfilmer für Fernsehsender wie HBO und Discovery Channel. 2001 gründete er Red Light Films, um den Film Im Bordell geboren – Kinder im Rotlichtviertel von Kalkutta zu produzieren. Für diesen Film gewann er bei der Oscarverleihung 2005 gemeinsam mit Zana Briski einen Oscar in der Kategorie Bester Dokumentarfilm. Die Dokumentation über Kinder von Prostituierten in Kalkutta wurde auf mehr als 50 internationalen Filmfestivals präsentiert und gewann zahlreiche Auszeichnungen, darunter beispielsweise der National Board of Review Award, der Independent Spirit Award, der LACFA-Award und der Publikumspreis beim Sundance Film Festival.
Sein Film In a Dream aus dem Jahr 2008 kam in die engere Auswahl für eine Nominierung zum Oscar.

## Filmografie
- 2004: Im Bordell geboren – Kinder im Rotlichtviertel von Kalkutta (Born into Brothels: Calcutta’s Red Light Kids)
- 2008: In a Dream
- 2008: Project Kashmir
- 2010: Committed: The Toronto International Film Festival
- 2010: The Collaborator and His Family